# Jacyra Mota
Jacyra Andrade Mota é uma linguista brasileira conhecida por seus trabalhos em dialetologia e sociolinguística. É professora emérita da Universidade Federal da Bahia e presidente do projeto do Atlas Linguístico do Brasil. Em 2021, foi eleita Sócia Honorária da Associação Brasileira de Linguística.